# Odebolt
Odebolt ist eine Kleinstadt (mit dem Status „City“) im Sac County im US-amerikanischen Bundesstaat Iowa. Im Jahr 2010 hatte Odebolt 1013 Einwohner, deren Zahl sich bis 2015 auf 978 verringerte. Das U.S. Census Bureau hat bei der Volkszählung 2020 eine Einwohnerzahl von 994 ermittelt.

## Geografie
Odebolt liegt im mittleren Nordwesten Iowas am Odebolt Creek, der über den Maple River und den Little Sioux River zum Einzugsgebiet des Missouri gehört.
Die geografischen Koordinaten von Odebolt sind 42°18′44″ nördlicher Breite und 95°15′02″ westlicher Länge. Das Stadtgebiet erstreckt sich über eine Fläche von 2,7 km² und liegt in der Richland Township.
Nachbarorte von Odebolt sind Early (25,8 km nordöstlich), Lake View (17 km östlich), Wall Lake (18 km ostsüdöstlich), Kiron (19,7 km südsüdwestlich) und Arthur (9 km westnordwestlich).
Die nächstgelegenen größeren Städte sind Iowas Hauptstadt Des Moines (207 km südöstlich), Kansas City in Missouri (420 km südlich), Nebraskas größte Stadt Omaha (158 km südwestlich), Sioux City (115 km westnordwestlich), South Dakotas größte Stadt Sioux Falls (258 km nordwestlich), die Twin Cities in Minnesota (Minneapolis und Saint Paul) (448 km nordöstlich) und Cedar Rapids (344 km ostsüdöstlich).

## Verkehr
In West-Ost-Richtung führt der Iowa Highway 175 als Hauptstraße durch Odebolt. Im Osten des Stadtgebiets kreuzt der von Nord nach Süd verlaufende Iowa Highway 39. Alle weiteren Straßen sind untergeordnete, teils unbefestigte Fahrwege und innerörtliche Verbindungsstraßen.
Parallel zum IA 175 führt eine Eisenbahnlinie der Union Pacific Railroad durch das Stadtgebiet von Odebolt.
Mit dem Sac City Municipal Airport befindet sich 31 km ostnordöstlich ein kleiner Flugplatz für die Allgemeine Luftfahrt. Die nächsten Verkehrsflughäfen sind der Des Moines International Airport (213 km südöstlich), das Eppley Airfield in Omaha (150 km südwestlich), der Sioux Gateway Airport in Sioux City (107 km westlich) und der Sioux Falls Regional Airport (263 km nordwestlich).

## Geschichte
Odebolt wurde im Jahr 1877 mit dem Bau einer Eisenbahnstation der North Western Transportation angelegt. Als selbstständige Kommune wurde der Ort 1879 inkorporiert.

## Bevölkerung
Nach der Volkszählung im Jahr 2010 lebten in Odebolt 1013 Menschen in 433 Haushalten. Die Bevölkerungsdichte betrug 303,3 Einwohner pro Quadratkilometer. In den 433 Haushalten lebten statistisch je 2,26 Personen.
Ethnisch betrachtet setzte sich die Bevölkerung zusammen aus 98,5 Prozent Weißen, 0,2 Prozent Afroamerikanern, 0,2 Prozent amerikanischen Ureinwohnern, 0,1 Prozent Asiaten sowie 0,8 Prozent aus anderen ethnischen Gruppen; 0,2 Prozent stammten von zwei oder mehr Ethnien ab. Unabhängig von der ethnischen Zugehörigkeit waren 1,8 Prozent der Bevölkerung spanischer oder lateinamerikanischer Abstammung.
23,6 Prozent der Bevölkerung waren unter 18 Jahre alt, 52,6 Prozent waren zwischen 18 und 64 und 23,8 Prozent waren 65 Jahre oder älter. 52,2 Prozent der Bevölkerung waren weiblich.
Das mittlere jährliche Einkommen eines Haushalts lag im Jahr 2014 bei 29.437 USD. Das Pro-Kopf-Einkommen betrug 55.455 USD. 2,6 Prozent der Einwohner lebten unterhalb der Armutsgrenze.

## Bekannte Bewohner
- Herman Groman (1882–1954) – Leichtathlet und Olympiateilnehmer – geboren in Odebolt
- Cooper DeJean (* 2003) – American-Football-Spieler für die Philadelphia Eagles